# Franc-sorcier
Franc-sorcier (titre original : Madwand) est un roman de fantasy écrit par l'écrivain américain Roger Zelazny en 1981. Il est le second volume du cycle L'Enfant de nulle part qui en comprend deux, le premier étant L'Enfant tombé de nulle part.

## Intrigue
Ce livre, suite de l'enfant tombé de nulle part, en reprend deux des trois personnages principaux, Pol Fils-de-Det le magicien et Gant-de-Souris le voleur. En voulant en apprendre plus sur la magie et comment développer ses dons, Pol va se retrouver pris au piège par le plus puissant de ses congénères, ancien compagnon de son père. Ce magicien aux pouvoirs énormes tente d'ouvrir un portail entre son monde et un autre où la magie est encore plus puissante et au sein duquel il pourrait devenir l'équivalent de Dieux. Pour cela, il a besoin de l'aide de Pol. Mais Pol n'entend pas se laisser manipuler trop facilement…

## Personnages
- Pol Fils-de-Det, comme son nom l'indique, il est le fils du sorcier Det qui fut tué par son propre père Mor après qu'il eut apporté mort et haine à travers tout le pays. Échangé peu après sa naissance avec Mark, il retourne une fois adulte dans son monde médiéval natal où il essaiera de reconstituer la baguette magique ayant naguère appartenu à son père.
- Gant-de-Souris, voleur rencontré par Pol à son retour dans le château de son père, il aidera ce dernier, parfois contre son gré, dans sa quête pour retrouver les trois morceaux de la baguette magique de son père.
- Ibal Shenson : sorcier au grand pouvoir mais vieillissant, il porte assistance à Pol, d'abord par intérêt personnel puis pour le bien de son monde.
- Ryle Fils-de-Merkh : magicien très puissant, ancien compagnon de Det, le père de Pol, il essaye de séquestrer puis tuer ce dernier dans le but de contrecarrer les anciennes aspirations de Det.
- Larick : ce magicien à la solde de Ryle conduit l'initiation magique de Pol mais la détourne pour le capturer.
- Henry Spier : le plus puissant des magiciens, il est comme Ryle un ancien compagnon de Det. Il tente d'ouvrir un portail vers un monde où la magie est encore plus puissante dans le but d'y exercer un rôle divin.
- Belphanior : démon invoqué par Det quelques minutes avant sa mort, ce dernier n'ayant pas eu le temps de lui révéler son nom ainsi que la mission pour laquelle il avait été créé, il va peu à peu découvrir ses aspirations puis son histoire tout en suivant Pol dans ses pérégrinations.